# Parnassia laxmannii
Parnassia laxmannii är en benvedsväxtart som beskrevs av Peter Simon Pallas och Josef August Schultes. Parnassia laxmannii ingår i släktet Parnassia och familjen Celastraceae. Inga underarter finns listade.